# Llobera (Lleida)
Llobera (spanisch Llovera) ist eine spanische Gemeinde (municipio) der Provinz Lleida im Innern der autonomen Region Katalonien. Llobera hat 209 Einwohner (Stand: 2024). Die Gemeinde besteht neben Llobera aus den Ortschaften Peracamps und Torredenegó.

## Lage
Llobera liegt etwa 70 Kilometer ostnordöstlich von Lleida und etwa 75 Kilometer nordnordwestlich von Barcelona in den Pyrenäen in einer Höhe von ca. 855 m. 

## Bevölkerungsentwicklung
| Jahr        | 1900 | 1950 | 1970 | 1981 | 1991 | 2001 | 2011 | 2021 |
| ----------- | ---- | ---- | ---- | ---- | ---- | ---- | ---- | ---- |
| Einwohner   | 424  | 521  | 238  | 168  | 152  | 155  | 134  | 126  |
| Quelle: INE |      |      |      |      |      |      |      |      |

## Sehenswertes

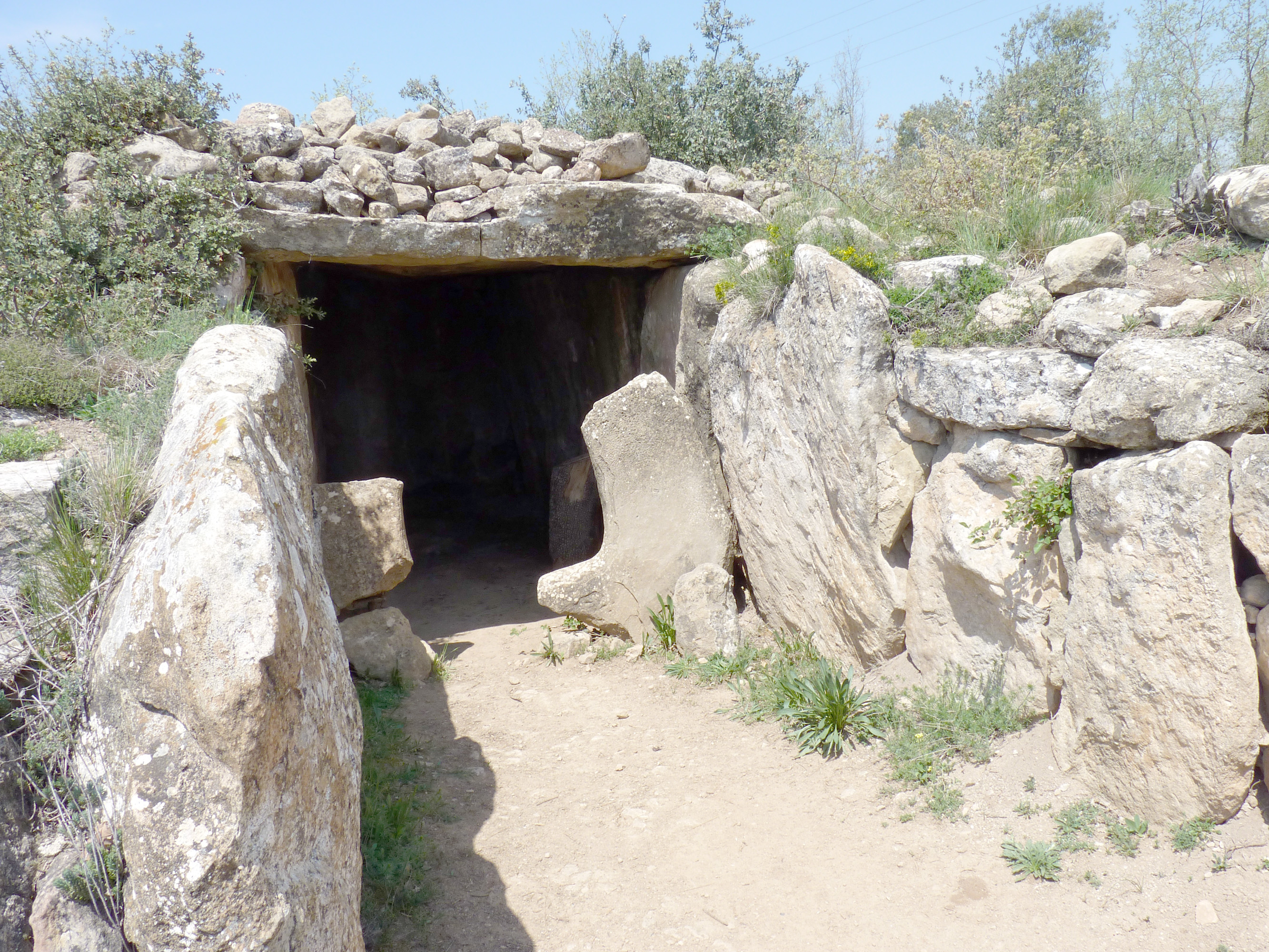
Dolmen von Llanera
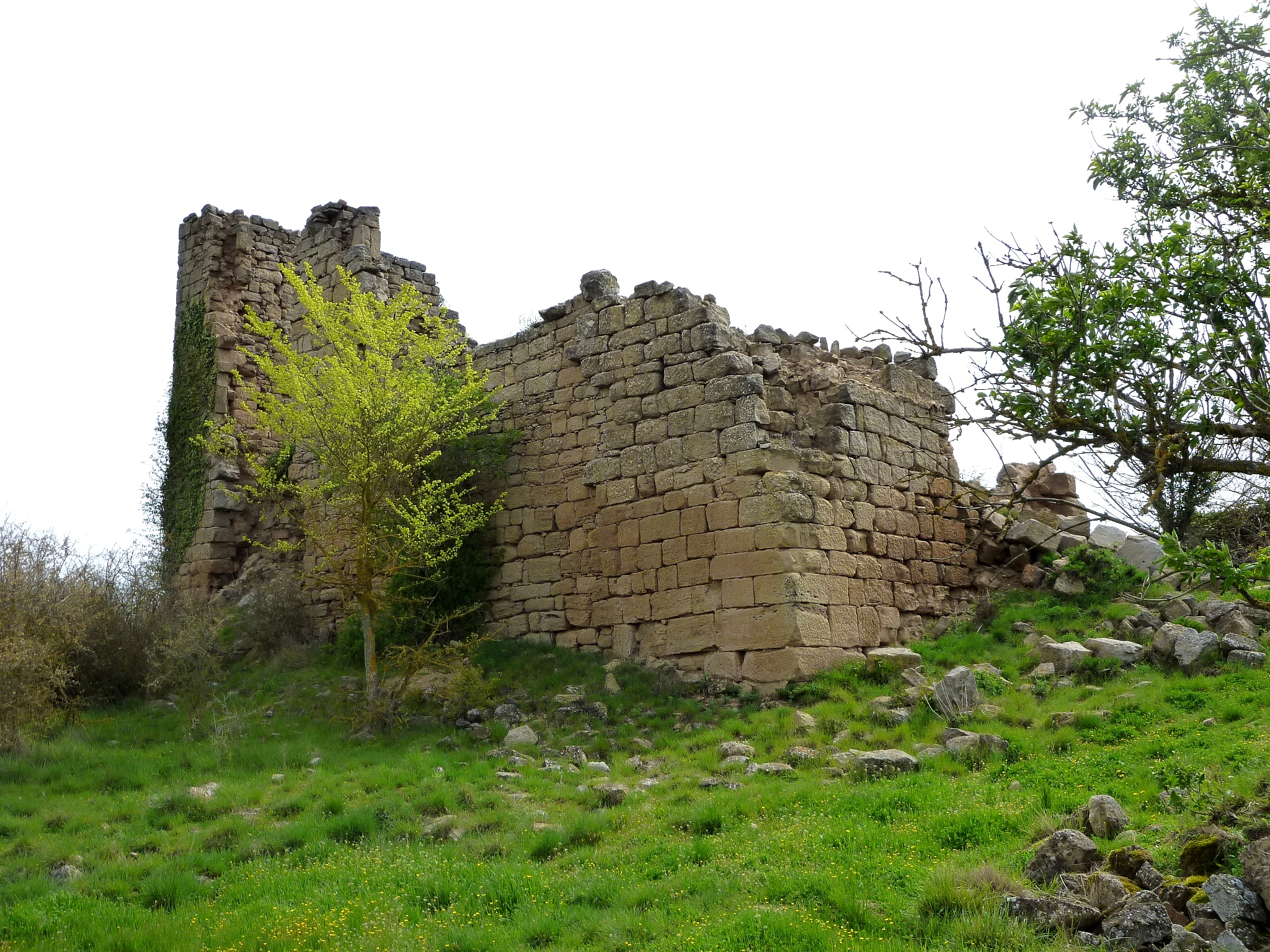
Burgruine von Llobera
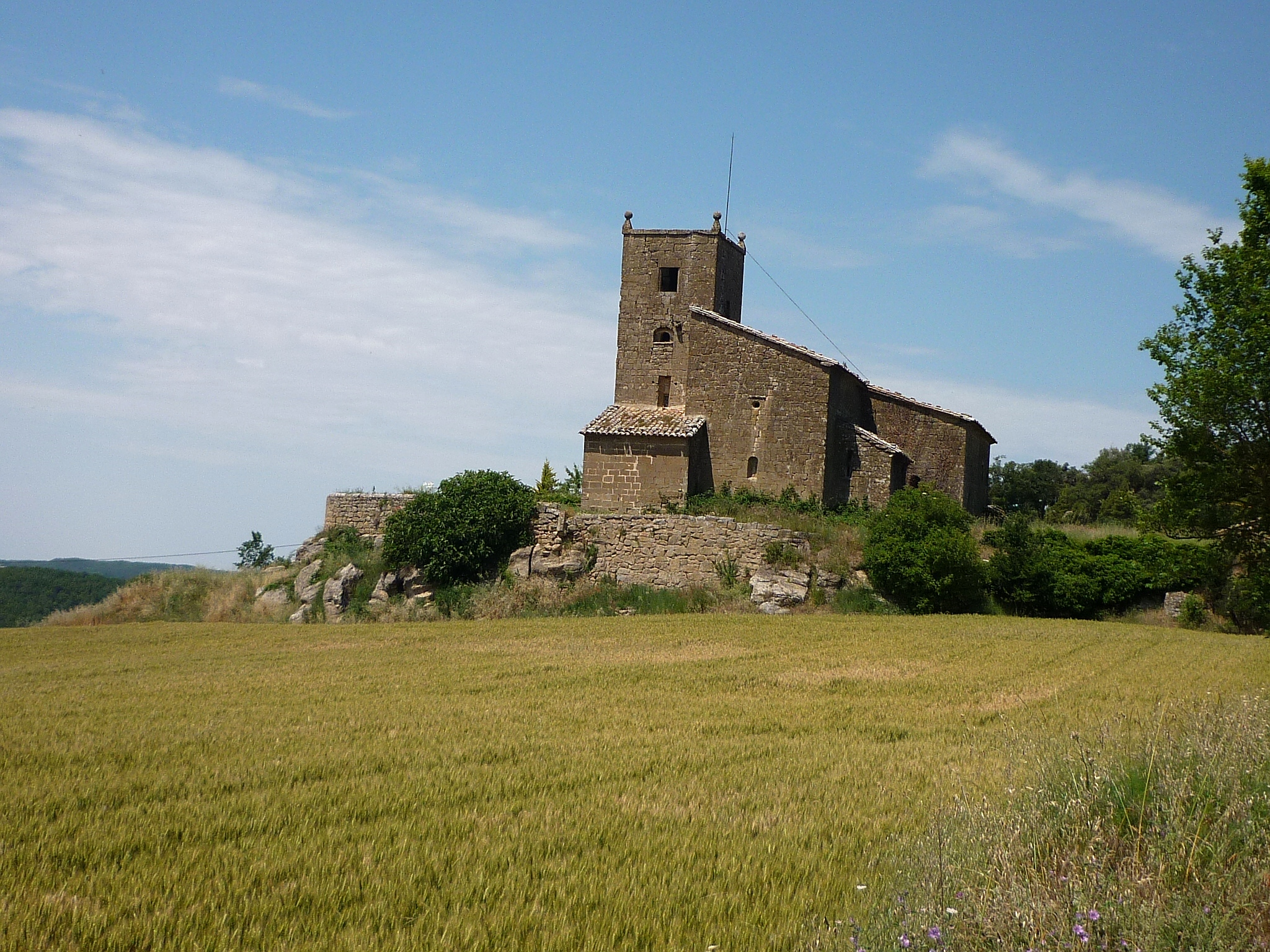
Peterskirche von Llobera
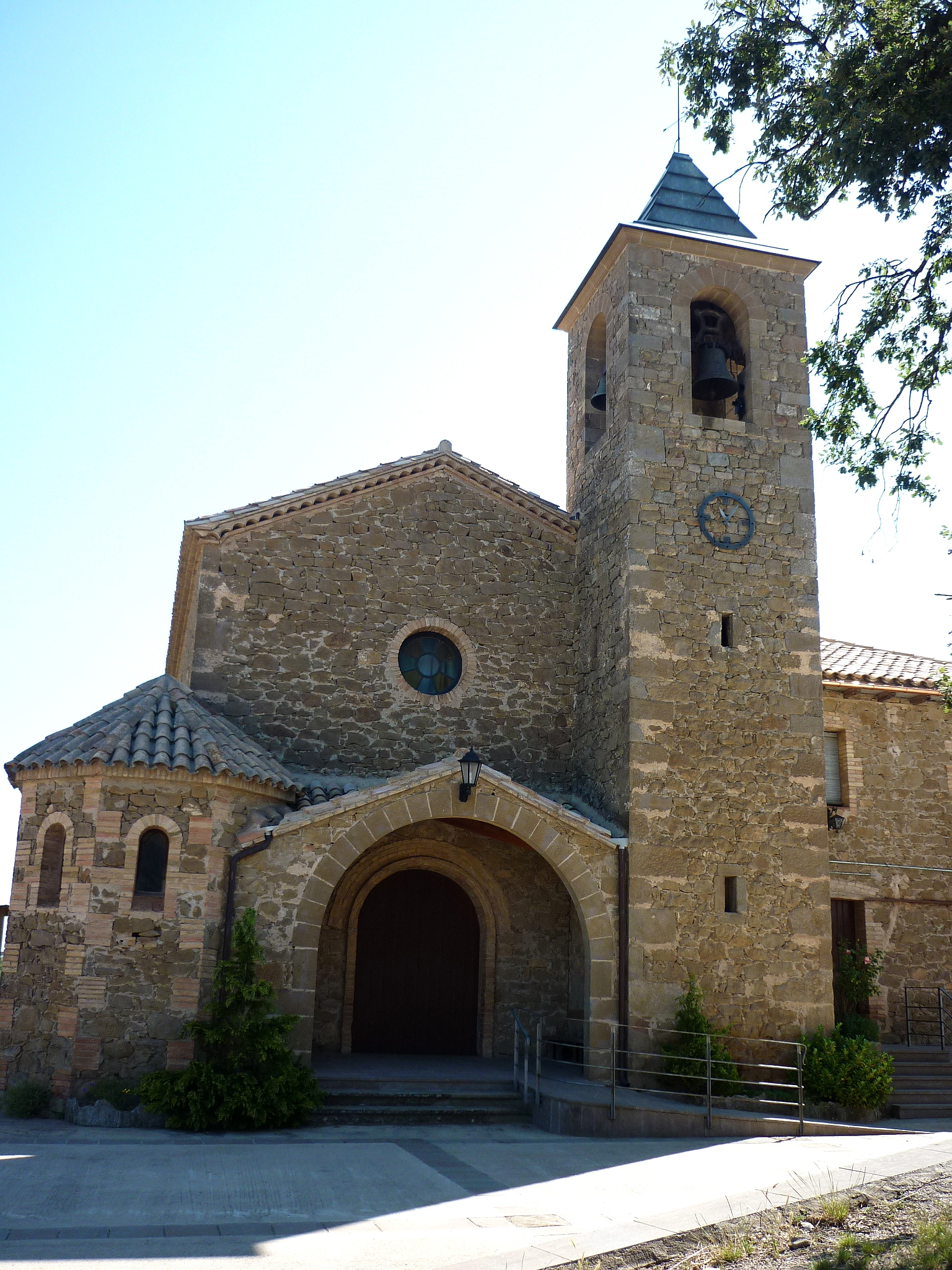
Peterskirche von Perecamps
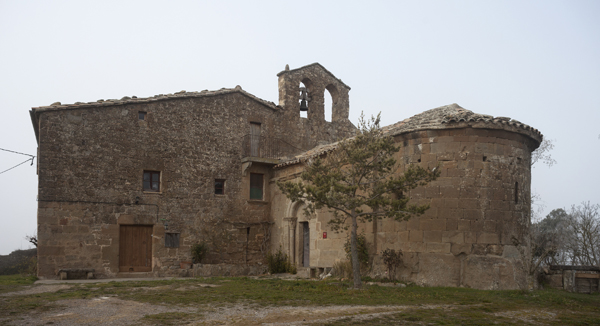
Marienkirche
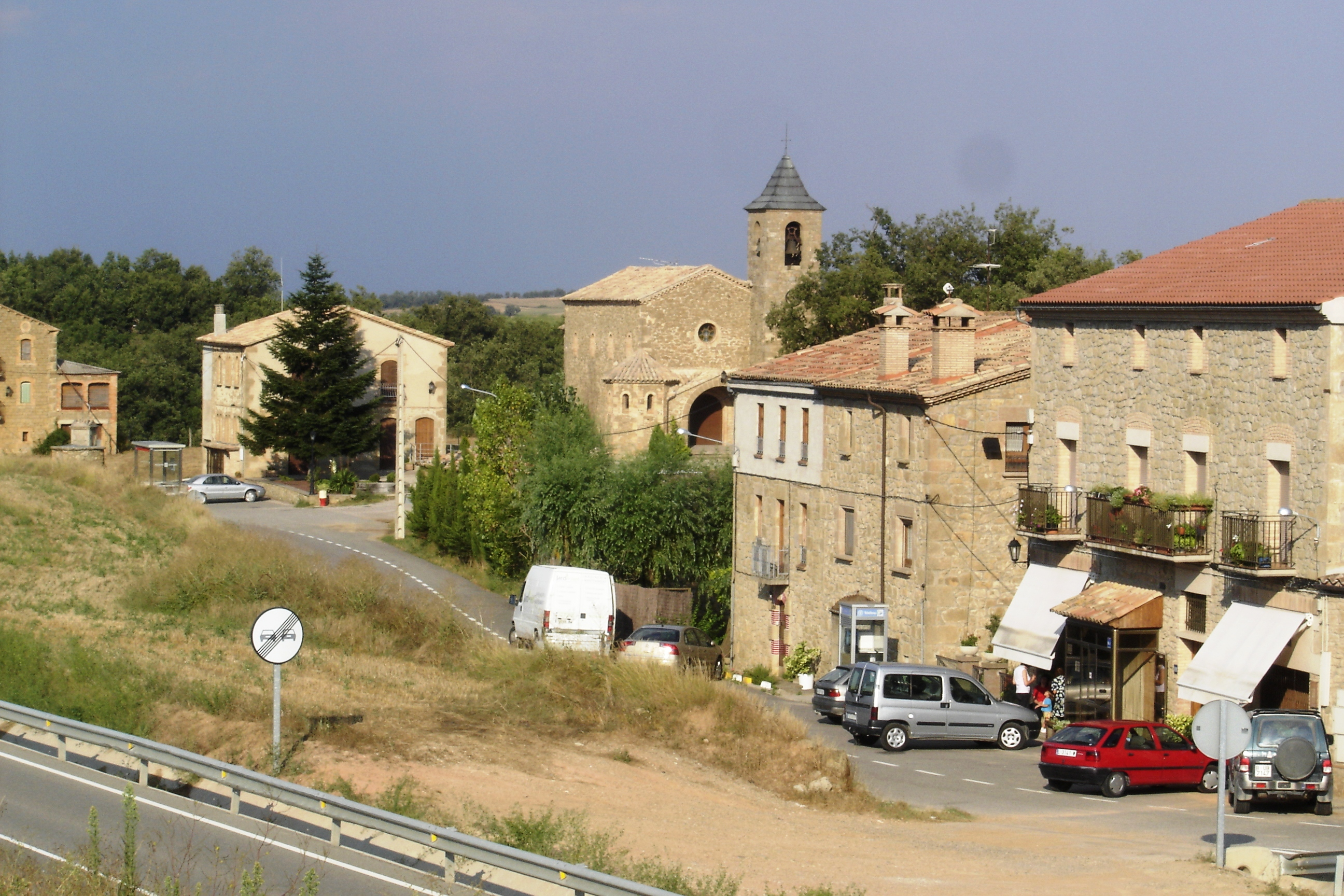
Rathaus

- Marienkirche von Torredenego

- Dolmen von Llanera
- Burgruine von Llobera
- Peterskirche von Llobera
- Peterskirche von Perecamps
- Marienkirche
- Rathaus